# スクーデリア・アルファタウリ

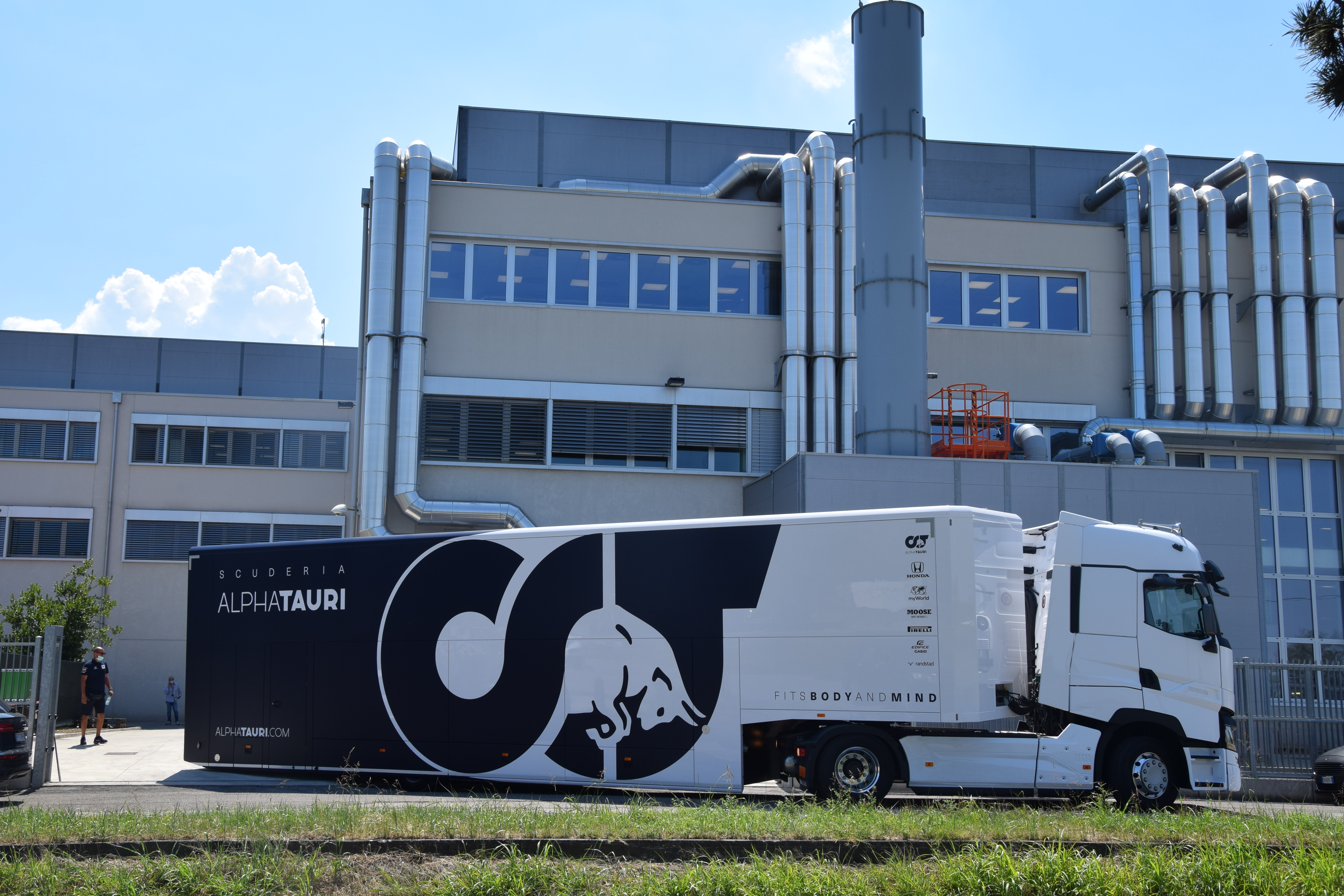
ファエンツァの本部社屋

スクーデリア・アルファタウリ（Scuderia AlphaTauri）は、2020年から2023年までF1に参戦していたレーシングコンストラクター。前身チーム「スクーデリア・トロ・ロッソ」から改称し、リニューアルして誕生した。本拠地はイタリア・ファエンツァだが、イギリス・ビスターにも拠点を置く（スクーデリア・トロ・ロッソ#本拠地も参照）。チーム代表はトロ・ロッソ時代に引き続きフランツ・トストが務めた。「スクーデリア（伊: scuderia）」とはイタリア語の厩舎から転じた、「チーム」に当たる言葉で、英語のsquadに相当する。
母体はオーストリアの飲料メーカー「レッドブル」グループ。

## 概要・背景
2019年9月、モータースポーツ世界選手権フォーミュラ1に参戦しているレーシングコンストラクター「スクーデリア・トロ・ロッソ」の親会社レッドブル・グループが、同社で展開しているファッションブランド『アルファタウリ』のプロモーション強化を企図。その結果、翌シーズンからトロ・ロッソを「アルファタウリ」の冠名義に改称することになり、2006年より継続してきたトロ・ロッソは14年の歴史で幕を閉じる。そして新たなコンストラクター『スクーデリア・アルファタウリ』が誕生し、2020年シーズンからリニューアル参戦を開始した。
チームおよびブランド名の「アルファタウリ」は、おうし座の恒星『アルデバラン（学名:α Tauri アルファ・タウリ）』に由来する。
2023年を以て『スクーデリア・アルファタウリ』としての参戦を終了。2024年より『ビザ・キャッシュアップ・RB・F1チーム』に名を変えて参戦する。

## F1参戦シーズン

### 前史
2005年11月、レッドブル・レーシングのオーナーであるオーストリアの大手企業『レッドブル・グループ』が、イタリアのF1チーム「ミナルディ」を買収して新チーム「スクーデリア・トロ・ロッソ」設立。翌2006年シーズンよりF1に新規参戦する。
以降レッドブル・レーシングのセカンドチームとして機能し、セバスチャン・ベッテルやダニエル・リカルド、マックス・フェルスタッペンらの名手を輩出した。2008年シーズンには、前身ミナルディ時代も含めての初優勝。2018年からは、エンジンサプライヤーの「ホンダ」と組んでチーム史上初のワークス体制で臨み、翌2019年シーズンには両ドライバーが11年ぶりとなる表彰台にも上がっている。

### 2020年
前身チーム「スクーデリア・トロ・ロッソ」からコンストラクターを改称し、2月から正式にリニューアルしての活動を開始。ドライバーはダニール・クビアトとピエール・ガスリー、エンジン供給はホンダが担当し、前シーズンのラインナップを継続している。車体は、新たな型式名「AT01」と命名。カラーリングも、白とマット塗装の濃紺（ミッドナイトブルー）ベースに一新した。
ドライバー別の成績では、ガスリーは初優勝を含め、計10回の入賞を記録。最終的にドライバーズランキング10位となったが、これは2008年のセバスチャン・ベッテル以来のランキングトップ10入りとなった。
一方のクビアトは、最終的に計7回の入賞を記録。ただ、決勝の不運もあったとはいえ、成績的にはガスリーに対し大きく後れを取ってしまったが、第13戦でシーズン最高位となる4位入賞などを記録している。
シーズンの総合成績は、順位こそ前シーズンの6位から後退した7位に終わるが、第8戦イタリアGPでトロ・ロッソ時代からは同じ2008年イタリアGP以来12年ぶりの快挙となるガスリーの初優勝を記録。トロ・ロッソ時代も含めチーム史上初の100ポイント超えを達成している。
ちなみにイタリアGPの優勝はホンダと提携した50戦目でありコンストラクター改称初年度での勝利であり、パワーユニットが導入された2014年以降、3強（メルセデス、レッドブル、フェラーリ）以外のチームにおける初勝利となった。
ドライバーの契約に関しては、10月28日、来季もガスリーが残留することを発表。クビアトの契約については保留となっていたが、12月16日、2021年シーズンのドライバーにFIA F2選手権で結果を出した角田裕毅の起用を発表。レッドブル・ジュニアチームからの昇格であり、日本人ドライバーとしては7年ぶりの参戦になる。ただ、これにより、クビアトはシートを喪失することとなった。

### 2021年
開幕戦バーレーンGPにて、角田は予選でQ3進出にはならなかったが、3人の歴代チャンピオン(キミ・ライコネン、ベッテル、フェルナンド・アロンソ)をおさえて9位に入賞。ガスリーは第6戦アゼルバイジャンGPでチーム2回目の表彰台を飾る。全体的に昨年より好調なパフォーマンスで、第13戦オランダGPまでどちらかのドライバー(あるいは両者)が開幕戦から連続で入賞する記録を残した。オランダGP終了後、ガスリーと角田の残留が発表された。コンストラクターズ順位は6位で終わったものの、トロ・ロッソ時代を含め、チーム最多獲得ポイントを記録。個人成績ではガスリーはアゼルバイジャンGPの表彰台も含め計15回入賞しキャリア最多ポイントを獲得する成績を残した。一方で角田は、計7回入賞を記録したものの、第2戦の予選でのクラッシュをきっかけに、サマーブレイク前まではフリー走行もしくは予選でクラッシュするなど苦戦も目立っていた。それでも、2022年度の契約発表後は復調の兆しを見せ、最終戦アブダビGPでは全セッションでガスリーを上回る結果を残した。

### 2022年
ドライバーは予定通り、角田とガスリーとなった。開幕戦バーレーンGPでは角田が8位入賞を記録し、チームとしては開幕から4戦連続入賞とまずまずのスタートとなった。しかし、バーレーンでガスリーが、続くサウジアラビアで角田が相次いでトラブルに見舞われ、序盤は信頼性の問題に悩まされていたが、その問題が解決するとマシンの戦闘力不足が表面化。序盤の段階でガスリーからマシンに課題があるとコメントされ、マシン開発でも予算制限の影響も考慮し、レースごとに小さいアップデートをする方針ではなく、大型のアップデートを数回を行うという方針を取った結果、アップデートの効果自体はあったものの、ライバルチームとの差を埋めるほどの効果を得られず、シーズンを通じてマシンの戦闘力不足に悩んだ。これについては、シーズン後の取材でガスリーはマシンが最低重量規定に対し十数キロの重量超過の影響に苦しんだ面もあったが、むしろ、チームがその問題も含めた課題解消に取り組むためのマシン開発ができなかった影響の方が大きいとしている。ただし、予算制限を超える可能性があったため、それを回避するようにマシン開発をしていたため、マシンの戦闘力があまり上がらなかったと弁明している。他にも今季はレッドブルとの提携関係を強化して開発したマシンだったのだが、これをうまく生かすことができなかったという見方もある。また、マシンの戦闘力不足はドライバーらの運転にも少なからず影響し、角田はカナダGPとシンガポールGPでは入賞の可能性があったこともあり、気合が空回りし単独ミスを起こしてリタイア、ガスリーはシーズン中に課されたペナルティポイントが10点になってしまう一因となった。
その一方でチームのレース運営にも課題が多く、ベルギーGPでの角田のピットストップのミスを筆頭にピット関連のミスによって入賞のチャンスあるいは入賞の確率を減らすという自滅もあった。また、イギリスGPではチームメイト同士の自滅も起き、それ自体は角田側の判断ミスが主な原因ではあるものの、チームがドライバーたちに自由に戦わせることを選択したという経緯はあれど、チームオーダーも含め、ポイントを獲得することを優先しなかったというチームの判断ミスもあった。そのうち、オランダGPとアメリカGPに関してはチーム側の過失が大きく、前者では角田がタイヤの異常と伝達したため誤認を招いたという一面もあるが、一旦はレースにほぼ支障をあたえずピットへ帰還できたにもかかわらず、何もせずにコースへ復帰させて回避できたであろうVSCを出させる失態を起こしてしまい、後者ではガスリーのレースを優先するあまり、角田の入賞を逃しかけるというミスもあった。
そのため、全てにおいてマイナスの方向に進んだ結果、コンストラクターズ9位という成績となり、翌シーズンの開幕戦間際にチームの移転ないし売却が検討されているという内容の報道が起きる事態となった。
6月にはガスリーの契約延長を一度は発表したものの、アルピーヌF1のドライバー契約を巡る混乱（アルピーヌF1#2022年も参照）に伴い、アルピーヌが自国（フランス）のドライバーであるガスリーを引き抜く方針を固めたため、同年10月にガスリーの移籍を発表。後任には、イタリアGPでウィリアムズより出走して好走を見せたニック・デ・フリースを起用する。

### 2023年
予定通り角田とデ・フリースを起用。開幕戦をノーポイントで終えると、フランツ・トスト代表は「エンジニアを信用できない」とマシンの戦闘力不足について技術陣を非難した。さらにドライバーである角田も「最も遅いマシン」と評すほどの性能不足が原因で開幕から一貫して下位争いを強いられ、チームの戦略ミスも手伝ってシーズン22戦のうち半分の折り返し地点となる第11戦ハンガリーGPまでに獲得したポイントは角田がオーストラリアGPとアゼルバイジャンGPでそれぞれ10位に入賞して獲得した2ポイントにとどまり、ランキング最下位で前半戦を終えた。また即戦力として期待されたデ・フリースの成績が低迷し、予選・決勝とも角田に遅れる結果となることが多く、シーズン中盤にはデ・フリースの更迭が噂されるようになる。結局第10戦・イギリスの後にデ・フリースを解雇し、代わりに今季レッドブルのリザーブドライバーを務めていたダニエル・リカルドの起用を発表した。
しかし夏休み明けの第14戦・オランダの初日フリー走行でリカルドがクラッシュし左手を骨折した。このため翌日以降は、今季スーパーフォーミュラへの参戦と並行でリザーブドライバーを務めていたリアム・ローソンを急遽起用。リカルドの回復に時間を要すると見られることから、ローソンが当面の間代役として角田とコンビを組む。
9月23日、日本GPの開催期間中に2024年のラインナップを発表し、レギュラードライバーは角田とリカルドのコンビ、ローソンがレッドブルとアルファタウリの共通リザーブドライバー、と現状を継続することが明らかにされた。また年初に発表されていた通り、トストがチーム代表を退き、後任には元フェラーリのローラン・メキースが就く。
翌年からチーム名が「ビザ・キャッシュアップ・RB・フォーミュラワン・チーム」へと改称されるため、スクーデリア・アルファタウリとしての最後の年となった。

## F1における戦績
| 年   | 型式 | 原動機 / タイヤ                                             | 原動機 / タイヤ | ドライバー   | 1   | 2   | 3   | 4       | 5   | 6   | 7   | 8   | 9      | 10  | 11  | 12     | 13  | 14  | 15  | 16  | 17      | 18     | 19  | 20    | 21  | 22  | ポイント | ポイント | 順位 |
| ---- | ---- | ----------------------------------------------------------- | --------------- | ------------ | --- | --- | --- | ------- | --- | --- | --- | --- | ------ | --- | --- | ------ | --- | --- | --- | --- | ------- | ------ | --- | ----- | --- | --- | -------- | -------- | ---- |
| 2020 | AT01 | ホンダ RA620H 1.6L V6ターボ                                 | P               |              | AUS | STY | HUN | GBR     | 70A | ESP | BEL | ITA | TUS    | RUS | EIF | POR    | EMI | TUR | BHR | SKH | ABU     |        |     |       |     |     |          | 107      | 7位  |
| 2020 | AT01 | ホンダ RA620H 1.6L V6ターボ                                 | P               | クビアト     | 12† | 10  | 12  | Ret     | 10  | 12  | 11  | 9   | 7      | 8   | 15  | 19     | 4   | 12  | 11  | 7   | 11      |        |     |       |     |     | 32       | 107      | 7位  |
| 2020 | AT01 | ホンダ RA620H 1.6L V6ターボ                                 | P               | ガスリー     | 7   | 15  | Ret | 7       | 11  | 9   | 8   | 1   | Ret    | 9   | 6   | 5      | Ret | 13  | 6   | 11  | 8       |        |     |       |     |     | 75       | 107      | 7位  |
| 2021 | AT02 | ホンダ RA621H 1.6L V6ターボ                                 | P               |              | BHR | EMI | POR | ESP     | MON | AZE | FRA | STY | AUT    | GBR | HUN | BEL    | NED | ITA | RUS | TUR | USA     | MEX    | SÃO | QAT   | SAU | ABU |          | 142      | 6位  |
| 2021 | AT02 | ホンダ RA621H 1.6L V6ターボ                                 | P               | 角田         | 9   | 12  | 15  | Ret     | 16  | 7   | 13  | 10  | 12     | 10  | 6   | 15     | Ret | DNS | 17  | 14  | 9       | Ret    | 15  | 13    | 14  | 4   | 32       | 142      | 6位  |
| 2021 | AT02 | ホンダ RA621H 1.6L V6ターボ                                 | P               | ガスリー     | 17† | 7   | 10  | 10      | 6   | 3   | 7   | Ret | 9      | 11  | 5   | 6‡     | 4   | Ret | 13  | 6   | Ret     | 4      | 7   | 11    | 6   | 5   | 110      | 142      | 6位  |
| 2022 | AT03 | レッドブル・パワートレインズ RBPTH001 1.6L V6ターボ         | P               |              | BHR | SAU | AUS | EMI     | MIA | ESP | MON | AZE | CAN    | GBR | AUT | FRA    | HUN | BEL | NED | ITA | SIN     | JPN    | USA | MEX   | SÃO | ABU |          | 35       | 9位  |
| 2022 | AT03 | レッドブル・パワートレインズ RBPTH001 1.6L V6ターボ         | P               | ガスリー     | Ret | 8   | 9   | 12      | Ret | 13  | 11  | 5   | 14     | Ret | 15  | 12     | 12  | 9   | 11  | 8   | 10      | 18     | 13  | 11    | 14  | 14  | 23       | 35       | 9位  |
| 2022 | AT03 | レッドブル・パワートレインズ RBPTH001 1.6L V6ターボ         | P               | 角田         | 8   | DNS | 15  | 7       | 12  | 10  | 17  | 13  | Ret    | 14  | 16  | Ret    | 19  | 13  | Ret | 14  | Ret     | 13     | 10  | Ret   | 17  | 11  | 12       | 35       | 9位  |
| 2023 | AT04 | レッドブル・パワートレインズ ホンダ・RBPTH001 1.6L V6ターボ | P               |              | BHR | SAU | AUS | AZE     | MIA | MON | ESP | CAN | AUT    | GBR | HUN | BEL    | NED | ITA | SIN | JPN | QAT     | USA    | MEX | SÃO   | LVG | ABU |          | 25       | 8位  |
| 2023 | AT04 | レッドブル・パワートレインズ ホンダ・RBPTH001 1.6L V6ターボ | P               | デ・フリース | 14  | 14  | 15† | Ret[14] | 18  | 12  | 14  | 18  | 17[17] | 17  |     |        |     |     |     |     |         |        |     |       |     |     | 0        | 25       | 8位  |
| 2023 | AT04 | レッドブル・パワートレインズ ホンダ・RBPTH001 1.6L V6ターボ | P               | 角田         | 11  | 11  | 10  | 10[Ret] | 11  | 15  | 12  | 14  | 19[16] | 16  | 15  | 10[18] | 15  | DNS | Ret | 12  | 15[12]  | 8[14]  | 12  | 9[6]  | 18† | 8   | 17       | 25       | 8位  |
| 2023 | AT04 | レッドブル・パワートレインズ ホンダ・RBPTH001 1.6L V6ターボ | P               | リカルド     |     |     |     |         |     |     |     |     |        |     | 13  | 16[10] |     |     |     |     |         | 15[12] | 7   | 13[9] | 14  | 11  | 6        | 25       | 8位  |
| 2023 | AT04 | レッドブル・パワートレインズ ホンダ・RBPTH001 1.6L V6ターボ | P               | ローソン     |     |     |     |         |     |     |     |     |        |     |     |        | 13  | 11  | 9   | 11  | 17[Ret] |        |     |       |     |     | 2        | 25       | 8位  |

- 太字はポールポジション、斜字はファステストラップ。(key)
- † 印はリタイアだが、90%以上の距離を走行したため規定により完走扱い。
- ‡ ハーフポイント。レース周回数が75%未満で終了したため、得点が半分となる。
- [] はスプリントレース結果。

## スポンサー
- Buzzグループ[53][54]
- フレックスボックス[55]
- 本田技研工業[56]
- Schoeller[57]
- 島精機[57]
- DAZN[58]
- Fantom[59]
- エピクター[59]
- アルファタウリ[59]
- ICM[59]
- ピレリ[59]
- シーメンス[59]
- リーデル[59]
- GMGリミテッド[59]
- RapidAPI[59]
- ランスタッド[59]
- Zibaフード[59]
- カールフレデリック[59]
- XMTRADING[60]

## 車両ギャラリー
パワーユニット型（2020年 - 2021年）

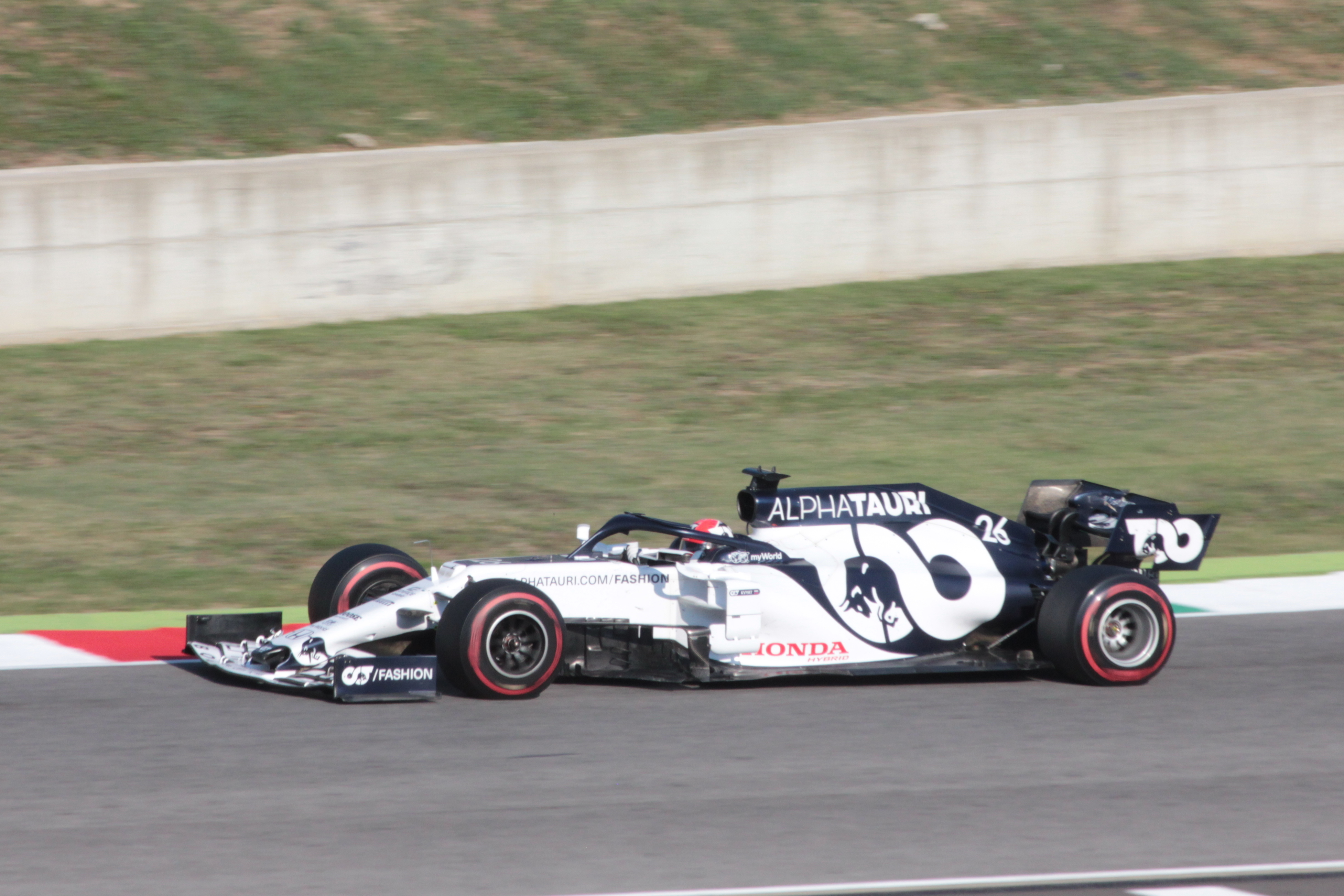
AT01 ホンダ
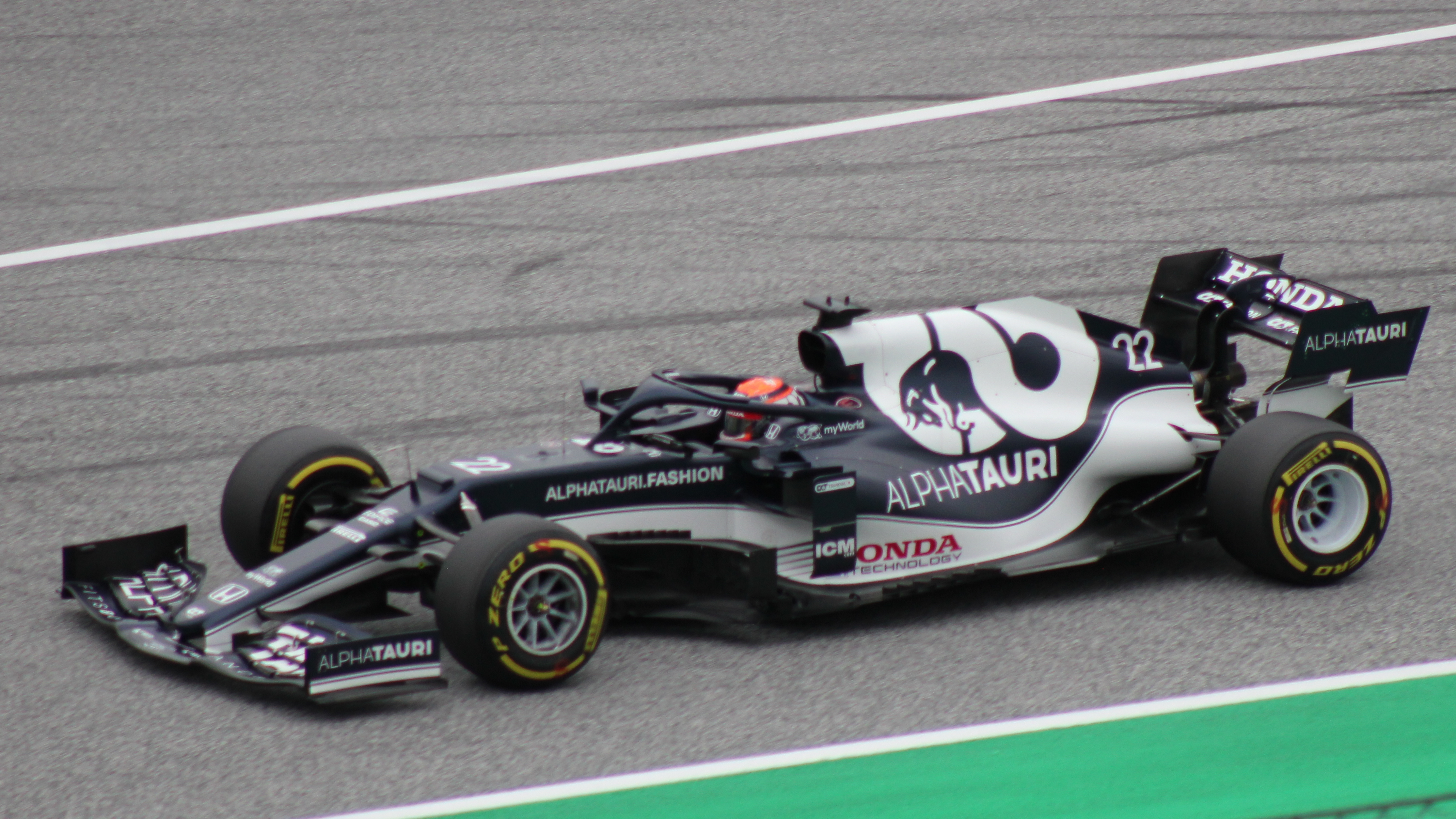
AT02 ホンダ

グラウンドエフェクト型（2022年 - 2023年）

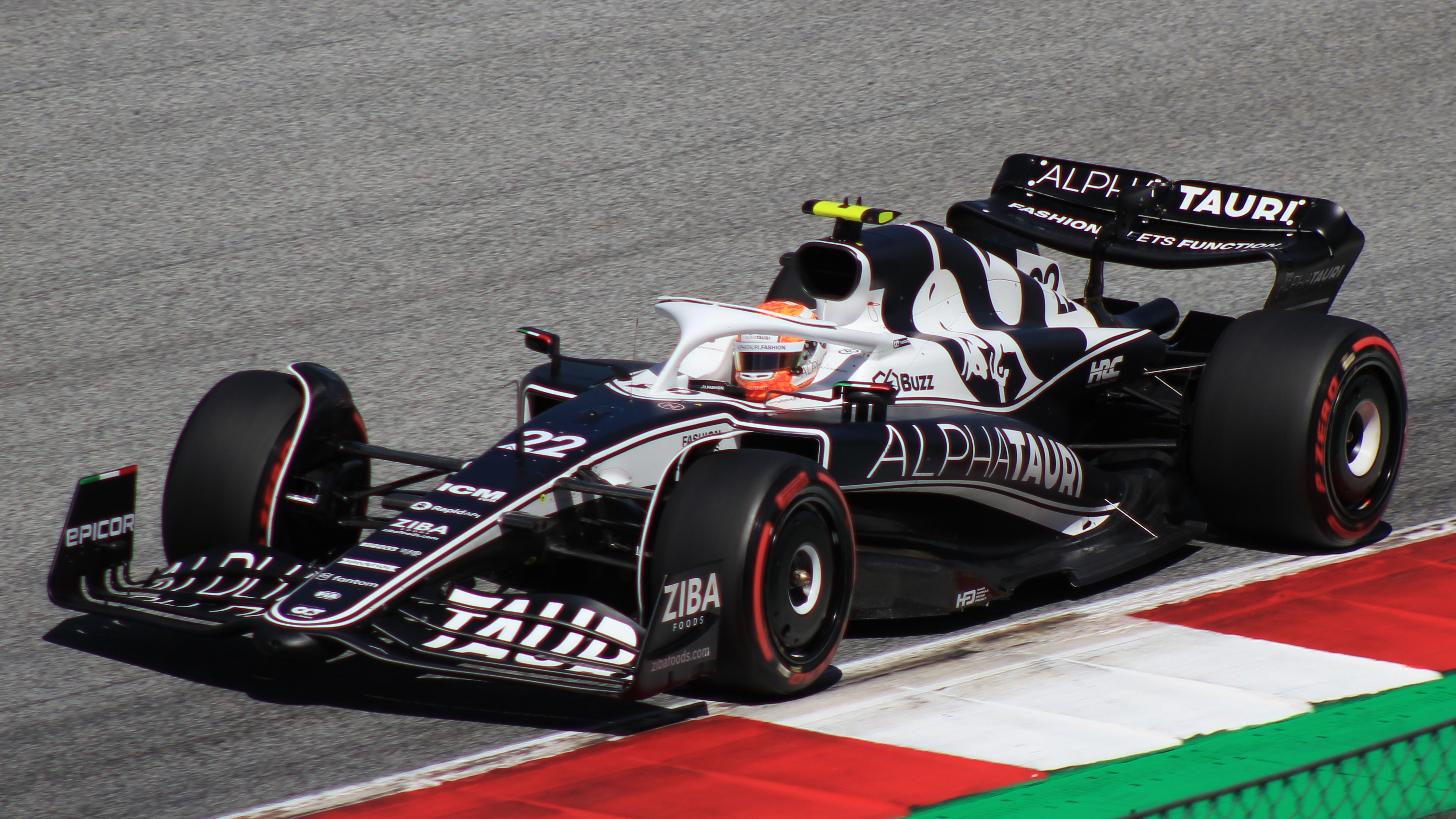
AT03 RBPT
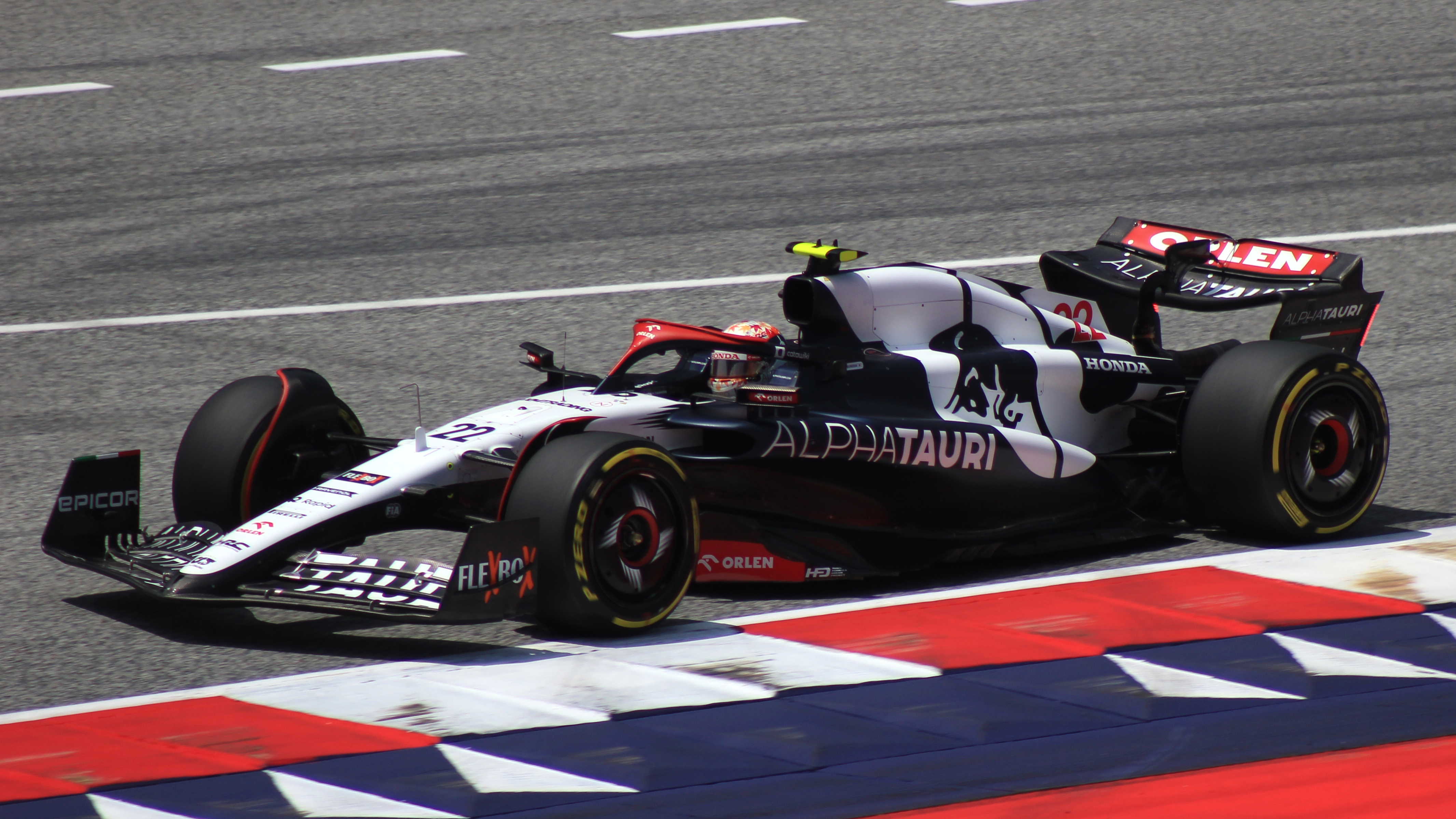
AT04 ホンダ・RBPT